# Araneus sernai
Araneus sernai Levi, 1991 è un ragno appartenente alla famiglia Araneidae.

## Distribuzione
L'olotipo femminile è stato rinvenuto in una località della Colombia centrosettentrionale: presso San Pedro de los Milagros, nel dipartimento di Antioquia.

## Tassonomia
Non sono stati esaminati esemplari di questa specie dal 1991
Attualmente, a dicembre 2013, non sono note sottospecie